# 320年
| 千纪： | 1千纪                                                                                           |
| 世纪： | 3世纪 \| 4世纪 \| 5世纪                                                                         |
| 年代： | 290年代 \| 300年代 \| 310年代 \| 320年代 \| 330年代 \| 340年代 \| 350年代                       |
| 年份： | 315年 \| 316年 \| 317年 \| 318年 \| 319年 \| 320年 \| 321年 \| 322年 \| 323年 \| 324年 \| 325年 |
| 纪年： | 庚辰年（龙年）；成汉玉衡十年；前赵光初三年；东晋大兴三年；前凉建兴八年；句渠知平赵元年          |

## 大事记
- 旃陀羅笈多一世建立笈多王朝。
- 张茂建立前凉。
- 祖逖北伐

## 出生
- 晉簡文帝司馬昱，372年1月6日至同年9月在位，死後廟號太宗。（372年逝世，52歲）

## 逝世
- 張寔，7月25日，前涼政權的首任君主